# Contwoyto River
Der Contwoyto River ist ein etwa 130 km langer linker Nebenfluss des Back River im Nordwesten Kanadas im Territorium Nunavut.

## Flusslauf
Der Contwoyto River durchfließt eine vom Kanadischen Schild geprägte Tundralandschaft. Er bildet den südlichen Abfluss des 447 m hoch gelegenen Sees Contwoyto Lake. Der Contwoyto River fließt von dessen südöstlichen Seeende 5 km nach Süden zum benachbarten See Pellatt Lake. Dieser besteht aus zwei Teilseen, die er in südöstlicher Richtung durchfließt. Er setzt im Anschluss seinen Kurs in überwiegend ostsüdöstlicher Richtung fort. Dabei durchquert er drei größere Seen: Ghurka Lake, Migration Lake und Thistle Lake. Auf den letzten 30 km wendet sich der Contwoyto River nach Süden und mündet schließlich auf einer Höhe von etwa 325 m in den Oberlauf des Back River, unterhalb des Muskox Lake sowie oberhalb des Jim Magrum Lake.